# Библиотека Француског института у Бања Луци
Библиотека Француског института у Бања Луци је позајмна библиотека при Француском институту који је отворен 2016. године у Бања Луци, Република Српска, БиХ. Библиотека је основана када и огранак француског института. Налази се на адреси Јеврејска бр. 30.

## Француски институт
Огранак Француског института у Бања Луци отворен је 8. децембра 2016. године и смештен у Народну и универзитетску библиотеку Републике Српске. Налази се на месту старе читаонице "Виктор Иго". 
Француски институт има за циљ ширење француског језика и културе. Организује курсеве француског језика, културна дешавања и омогућава приступ француским књигама и мултимедијалним документима.

## Библиотека
У склопу Француског инстута формирана је и библиотека. Библиотека располаже књигама на француском језику. У њеним просторијама организују се пројекције филмова, приредбе, изложбе, књижевне вечери, гастрономска манифестација "Укус Француске", као и такмичење у француском диктату. 